# Санта Клара (Юта)
Вижте пояснителната страница за други значения на Санта Клара.
Санта Клара (на английски: Santa Clara) е град в окръг Уошингтън, щата Юта, САЩ. Санта Клара е с население от 4630 жители (2000) и обща площ от 12,7 km². Намира се на 842 m надморска височина. ЗИП кодът му е 84765, а телефонният му код е 435.